# Принцип законности
Принцип законности — принцип четкой определенности норм права, принцип права. Если государство налагает те или иные ограничения на поведение людей, то оно как минимум должно четко и недвусмысленно очертить границы этих требований.
В частности, правовые нормы не должны зависеть от усмотрения конкретных должностных лиц.
Вопрос о принципе законности смыкается с вопросом о толковании норм права, о том, кому из должностных лиц разрешено толковать закон. Законодательства значительно различаются в этом вопросе. В некоторых законодательствах толкование закона разрешалось всем судьям, в некоторых — только верховному суду государства, причем обязательную силу имеют только те толкования закона верховным судом, которые были включены этим судом в «комментарий» к закону, обязательный для нижестоящих судов. В некоторых законодательствах толкование закона судьями запрещено, и судьи должны в неясных случаях руководствоваться аналогией, а если необходимо — то и аналогией отраслей права.
Также существует достаточно сложный вопрос совместимости принципа законности и прецедентного права.
Полное отсутствие принципа законности наблюдается там, где должностному лицу позволено решать какие-то правовые вопросы на основании своего личного усмотрения.